# جاكوب إنغ
جاكوب إنغ (بالنرويجية البوكمول: Jacob Eng)‏ هو لاعب كرة قدم نرويجي في مركز الهجوم، ولد في 14 سبتمبر 2004. لعب مع نادي فوليرينغا.

## وصلات خارجية
- جاكوب إنغ على موقع اتحاد النرويج (النرويجية)
- جاكوب إنغ على موقع قاعدة بيانات كرة القدم.إي يو (الإنجليزية)
- جاكوب إنغ على موقع Soccerway.com (الإنجليزية)